# Luossejaure (Vilhelmina socken, Lappland)
Luossejaure är en sjö i Vilhelmina kommun i Lappland och ingår i Ångermanälvens huvudavrinningsområde. Sjön har en area på 0,122 kvadratkilometer och ligger 1 005,2 meter över havet. Luossejaure ligger i Vardo- Laster- och Fjällfjällen Natura 2000-område. Sjön avvattnas av vattendraget Storbäcken.

## Delavrinningsområde
Luossejaure ingår i det delavrinningsområde (722827-145166) som SMHI kallar för Utloppet av Luossejaure. Medelhöjden är 1 115 meter över havet och ytan är 2,35 kvadratkilometer. Det finns inga avrinningsområden uppströms utan avrinningsområdet är högsta punkten. Storbäcken som avvattnar avrinningsområdet har biflödesordning 2, vilket innebär att vattnet flödar genom totalt 2 vattendrag innan det når havet efter 391 kilometer. Avrinningsområdet består mestadels av kalfjäll (95 procent). Avrinningsområdet har 0,12 kvadratkilometer vattenytor vilket ger det en sjöprocent på 5,2 procent.